# Гасан аль-Дамгані
Гасан аль-Дамгані (перс. حسن دامغانی; д/н — 1364) — лідер Сербедарів Себзевара в 1361—1364 роках.

## Життєпис
Був тюркських рабом, можливо з Дамгана. Замолоду брав участь у військових кампаніях сербедарів. 1356 року брав участь у змові проти султана Гайдара Кассаба, внаслідок чого до влади прийшов Лутф Аллах. Останній призначив Гасана аль-Дамгані на посаду атабаканом (військовим очільником). Брав участь у поході проти Амір Валі, що намагався захопити Астрабад, але зазнав поразки.
1361 року повалив Лутф Аллаха, захопивши владу. Невдовзі стикнувся з повстанням в Тусі на чолі із дервішем Азізом Маджді. Перемігши того, Гасан відправив полонено Азіза до Ісфагану. Цим зумів попередити подальші виступи прихильників Маджді.
Разом з тим вимушен був боротися з послідовниками шейха Хасана Джурі, які повстали в фортеці Шамган. Цим вирішив скористатися Амір-Валі, правитель Астрабаду, що відправив військо на підкорення Себзевару. Не взмозі подолати усіх ворогів Гасан аль-Дамгані вирішив почати перемовини з Шейхом Алі Гінду, але 1364 року внаслідок змови військовиків загинув. Трон перейшов до Ходжи Алі Муайяда.